# 김연지 (가수)
김연지(1986년 10월 30일 ~ )는 대한민국의 가수이다. 여성 3인조 그룹 씨야의 메인 보컬이었다. 2006년 씨야의 1집 수록곡 "여인의 향기"로 데뷔하였다.
2012년 1월 13일 M/Project Vol.1 - 《도망쳐》로 솔로 데뷔를 했다.

## 음반
- 2006년 9월 8일: 〈To My Lover〉 with 제아(브라운 아이드 걸스)
- 2007년 12월 11일: M To M 3집 〈The Colorful Voices〉 - 《연가》 피쳐링
- 2008년 8월 27일: MBC 월화드라마 《에덴의 동쪽》 O.S.T - 《Crazy Woman》
- 2009년 2월 27일: 다비치 미니앨범 〈Davichi In Wonderland〉 - 《Crazy Woman》
- 2010년 2월 18일: 〈조영수 All Star 2.5〉 - 《우리 다시 만나요》
- 2010년 8월 6일: 지아 미니앨범 〈Difference〉 - 《시간아 부탁할게》 피쳐링
- 2012년 1월 13일: 〈M/Project Vol.1〉 - 《도망쳐》
- 2012년 1월 30일: JTBC 월화드라마 《빠담빠담… 그와 그녀의 심장박동소리》 O.S.T Part.4 - 《사랑이 옳아요》
- 2012년 11월 13일: 〈Luminant Opus II〉 - 《시간아 흘러가라》
- 2013년 3월 19일: 《아파도 행복해》 with 이진성(먼데이 키즈)
- 2013년 7월 1일: SBS 드라마 스페셜》 〈너의 목소리가 들려〉 O.S.T Part.3 - 《두눈에. 두볼에. 가슴에 (In My Eyes)》
- 2013년 8월 16일: Dream Techno - 《Mind》 피쳐링
- 2013년 9월 25일: 〈홍대거리에서〉 - 《홍대거리에서 (그 여자..)》
- 2013년 12월 20일: 〈The Artist Diary Project PT.5〉 - 《여자나이 서른쯤》
- 2014년 4월 18일: 〈매일 이별〉 - 《매일 이별》
- 2014년 5월 12일: KBS 2TV 월화드라마 《빅맨》 O.S.T Part.2 - 《두 마음을 알지 못했으니》
- 2015년 5월 6일: MBC 주말연속극 《여왕의 꽃》 O.S.T Part.2 - 《우리 사랑인가요》
- 2015년 11월 22일: JTBC 주말 특별기획 드라마 《송곳》 O.S.T - 《내 사람》
- 2016년 8월 30일: MBC 월화드라마 《몬스터》 O.S.T Part.5 - 《한번 더》
- 2017년 5월 31일: MBC 수목드라마 《군주 - 가면의 주인》 O.S.T Part.5 - 《계절사이》
- 2017년 8월 1일: MBC 월화드라마 《왕은 사랑한다》 O.S.T Part.3 - 《아시나요》
- 2018년 8월 25일 :《보이스2》 O.S.T Part.1 - 《목소리》
- 2018년 12월 6일 : 〈The Friends Vol.2〉 - 《Misia》
- 2018년 12월 13일: 이현도 4집 〈The New Classik...And You Got The Winner〉 - 《Joy》 피쳐링
- 2019년 4월 19일 SBS 금토드라마 《열혈사제》 - OST Part.6
- 2019년 9월 2일 KBS 2TV 월화드라마 《너의 노래를 들려줘》 - Cry (feat. SARAH)

## 출연 작품

### 예능
- 2015년 KBS 《불후의 명곡》
- 2016년 MBC 《미스터리 음악쇼 복면가왕》 - 불광동 휘발유
- 2020년 TV조선 《내일은 미스트롯2》
- 2021년 TV조선 《내일은 미스트롯2 토크 콘서트》